# Irving São Paulo
José Irving Santana São Paulo, talora accreditato come Irwing São Paulo (Feira de Santana, 26 ottobre 1964 – Rio de Janeiro, 10 agosto 2006), è stato un attore e musicista brasiliano.

## Biografia
Era figlio del cineasta Olney São Paulo e fratello maggiore di un altro attore, Ilya São Paulo, col quale da bambino fondò un gruppo musicale chiamato Coelho 19; sempre nell'infanzia imparò a suonare il pianoforte da autodidatta e divenne poi chitarrista.
Anche il suo talento nella recitazione ebbe modo di rivelarsi precocemente, avendo egli iniziato a lavorare nei teatri della città natale a soli sei anni d'età. Fu ininterrottamente attore di prosa fino al 1978, quando venne ingaggiato in un film.
Nel 1982, diciottenne, fu contattato da Rede Globo per impersonare il giovane ritardato Rafael nella telenovela Happy End: un ruolo memorabile, che gli valse il plauso di pubblico e critica. Seguirono quindi altre interpretazioni televisive interessanti,  come in Bebê a Bordo  (1988), o in  A Viagem (1994). Irving  São Paulo prese inoltre parte a qualche altro film e occasionalmente riapparve sulle scene.
La sua ultima prova artistica fu una regia teatrale, insieme all'attore e amico Thiago Junior, coi due che diressero lo spettacolo Desclassificados.
Morì nell'agosto del 2006, non ancora quarantaduenne, per le complicazioni di una pancreatite.

## Vita privata
Si sposò nel 1982, a diciotto anni, con Jacqueline Luporini, una ragazza italobrasiliana: dal matrimonio, finito nel 1984 col divorzio, nacque il suo primo figlio, Johann Irving. In seguito ebbe una breve relazione con un'insegnante, che gli diede anche lei un figlio maschio, Luis Henrique, sempre negli anni 80.

## Curiosità
- Nel 1997 fu uno dei giurati al concorso di Miss Brasile.

## Filmografia

### Telenovelas
- Happy End (Final Feliz, 1982)
- Champagne (1983)
- Bebê a Bordo (1988)
- Vida Nova (1988)
- O Sexo dos Anjos (1989)
- A História de Ana Raio e Zé Trovão (1990)
- Perigosas Peruas (1992)
- Donne di sabbia (Mulheres de Areia, 1993)
- A Viagem (1994)
- Torre di Babele (Torre de Babel, 1998)
- Estrela-Guia (2001)
- Sabor da Paixão (2002)

### Miniserie
- Ilha das Bruxas  (1991)
- A Muralha (2000)
- Um Só Coração (2004)

### Film
- A Noiva da Cidade (1978)
- Muito Prazer (1979)
- Luz del Fuego (1982)
- Cascalho (2004)
- O Veneno da Madrugada (2004)